# NGC 6988
NGC 6988 este o galaxie situată în constelația Delfinul. A fost descoperită în 15 august 1863 de către Albert Marth. Se află la o distanță de 64,29 de megaparseci de Pământ.